# Герб Хмельницького
Герб Хмельни́цького — офіційний символ міста Хмельницького, затверджений на сесії міської ради 27 вересня 1990 року.
Був перезатверджений 22 березня 2017 року рiшенням №13 сесії міської ради із картушем та короною.

## Опис
У лазуровому щиті три золоті стріли, покладені навхрест, середня в стовп вістрям донизу, а дві інші - в косий хрест вістрям догори.
Щит вписаний в декоративний картуш і увінчаний срібною мурованою короною.

## Історія

### Герб часів Речі Посполитої

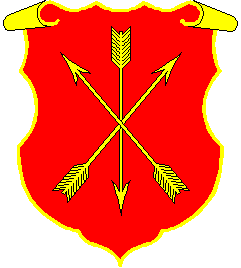
Герб часів Речі Посполитої

Сучасний герб міста має схожі риси з гербом міста за часів Речі Посполитої.
Опис: На гербі зображені три перехрещені срібні стріли як і на сучасному гербі. Свідчення про цей герб були знайдені у записах фрисландського мандрівника Ульріха фон Вердума, котрий був на Поділлі в 1671 році.
В цих записах розповідається про те, що один з представників роду Замойських загинув від смертельних ран, коли був пронизаний наскрізь трьома списами в одній з битв. Перед смертю воїн розповів королю, що «смертельні рани мучать його менше, ніж один з сусідів, що володів спільно з ним половиною села». Тому пізніше король викупив цю половину села, яку і подарував Замойським разом із гербом. На гербі було зображено три схрещені списи, але пізніше, ймовірно, їх замінили стрілами.
1550 року місто було віддано у власність Матвію Влодеку, а 1665 місто перейшов до полковника Марціна Замойського. Замойські використовували родовий шляхетський герб Єліта.

### Герб часів Російської імперії

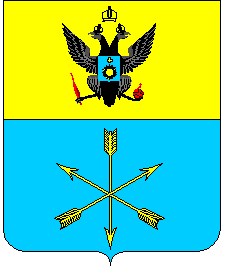
Герб часів Російської імперії

Герб Проскурова часів Російської імперії відрізнявся від сучасного сильніше, ніж попередній, оскільки складався з двох різних частин: верхньої та нижньої. Був затверджений 22 січня 1796 року. Свідчення використання цього герба можна знайти в судових актів.
Опис: "У верхній частині щита герб Подільський. У нижній - у блакитному полі три стріли хрестоподібно покладені, середня вістрям вниз, а дві інші вгору."

### ПроєктКене
1864 року було складено проєкт нового герба Проскурова: "У блакитному щиті 2 навхрест покладені срібні стріли, на яких лежить така ж перекинута стріла". У вільній частині – герб Подільської губернії.
Передбачалося, що герб оточуватимуть колосся, з'єднане Олександрівською стрічкою. Проєкт не було затверджено.

### Герб за радянських часів

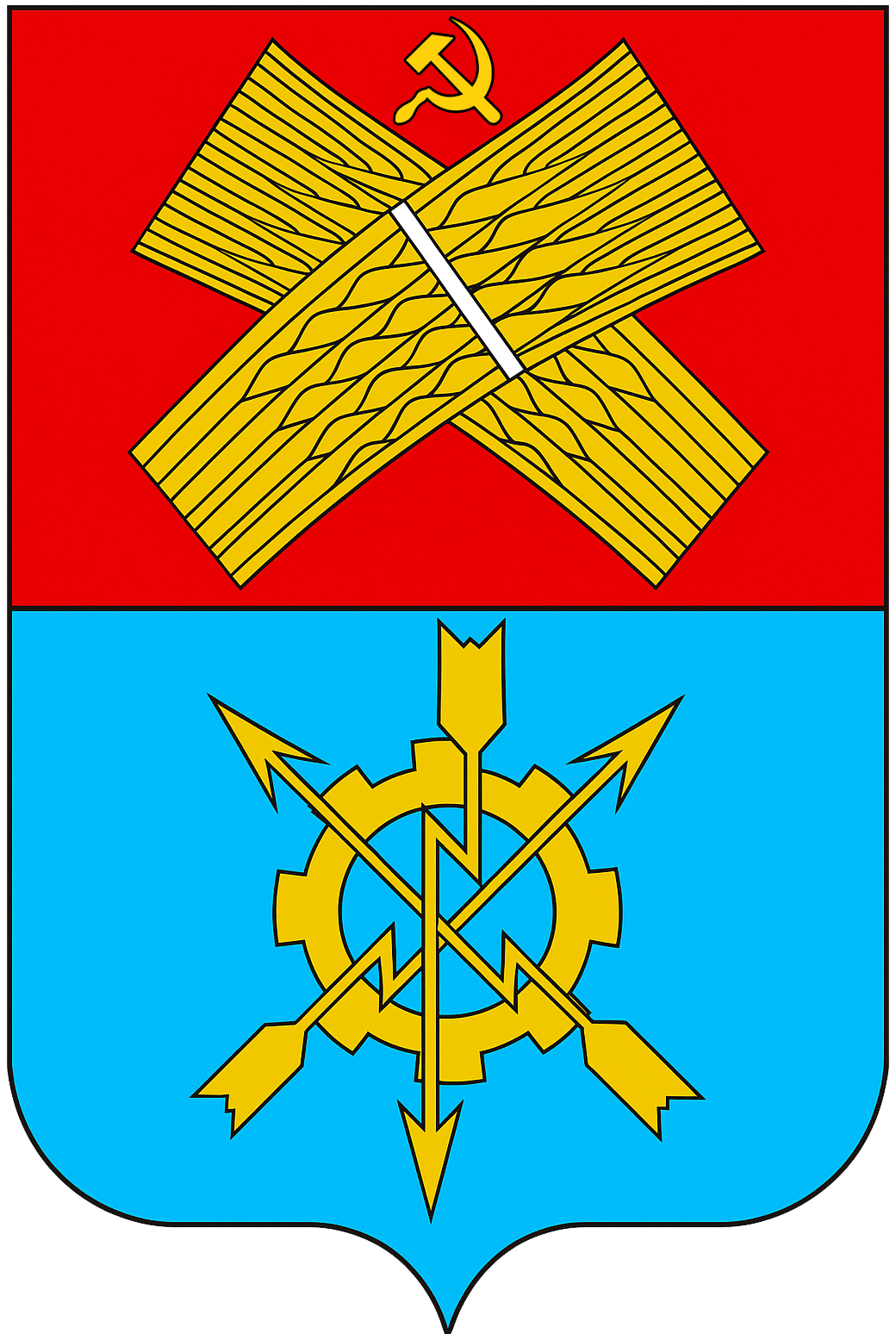
Герб Хмельницького радянських часів

Герб Хмельницького за радянських часів відрізнявся найбільше серед гербів усіх інших періодів. Він був затверджений 14 квітня 1971 року. Автор проєкту — В. Громихін.
Опис: Герб зберіг дворівневу структуру герба часів Російської імперії, тобто щит герба був поділений на дві частини: верхню та нижню. Колір нижньої частини залишився лазуровим, а колір верхньої частини був змінений на червоний. У верхній частині були зображені два перехрещені снопи пшениці золотавого кольору (символ аграрного краю), над якими зображено серп і молот. У нижній частині була зображена шестерня золотого кольору. Три стріли попередніх гербів трансформувалися у заламані перехрещені блискавки.